# قائمة كهوف بلجيكا

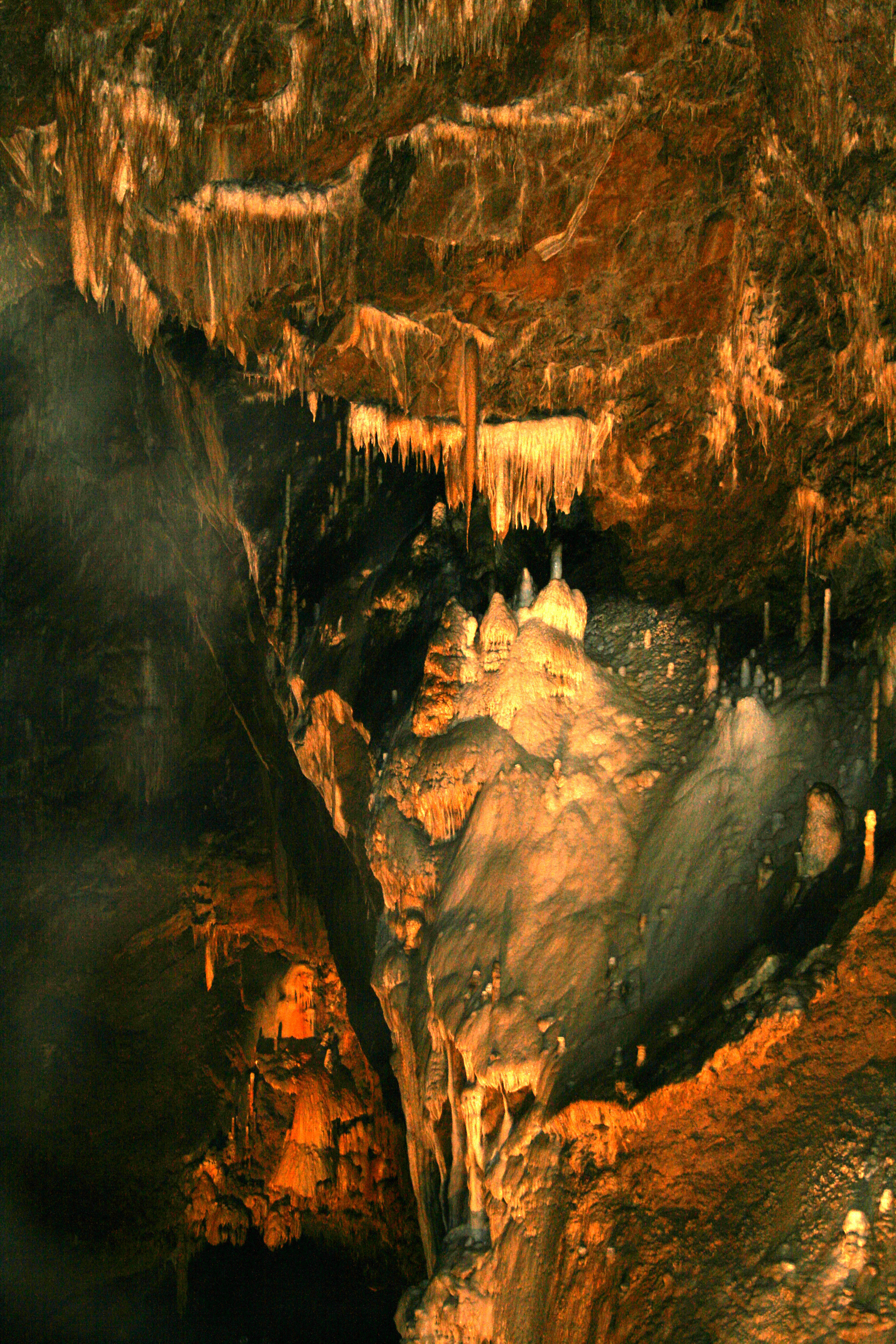
مغارة لوريت في روشيفور، أحد كهوف هان سور ليزيه.

هذه قائمة من الكهوف في بلجيكا، وكلها تقع في فالونيا
- ترو دو لابيم[1]
- كهوف جوييت
- كهوف هان سور ليس
- كهوف هوتون[1]
- كهف دو سباي
- كهف لا ميرفيليوز (كهف الرائعة)[1]
- كهف نوليت
- كهوف نبتون[1]
- كهوف رموشان[1][2]
- كهف دو روزي
- كهف سكلادينا